# Sheridan (Indiana)
Sheridan es un pueblo ubicado en el condado de Hamilton en el estado estadounidense de Indiana. En el Censo de 2010 tenía una población de 2665 habitantes y una densidad poblacional de 480,6 personas por km².

## Geografía
Sheridan se encuentra ubicado en las coordenadas 40°7′51″N 86°13′7″O / 40.13083, -86.21861. Según la Oficina del Censo de los Estados Unidos, Sheridan tiene una superficie total de 5.55 km², de la cual 5.53 km² corresponden a tierra firme y (0.19%) 0.01 km² es agua.

## Demografía
Según el censo de 2010, había 2665 personas residiendo en Sheridan. La densidad de población era de 480,6 hab./km². De los 2665 habitantes, Sheridan estaba compuesto por el 95.31% blancos, el 0.75% eran afroamericanos, el 0.3% eran amerindios, el 0.41% eran asiáticos, el 0.04% eran isleños del Pacífico, el 1.46% eran de otras razas y el 1.73% pertenecían a dos o más razas. Del total de la población el 3.3% eran hispanos o latinos de cualquier raza.